# Disciplina d'enagües

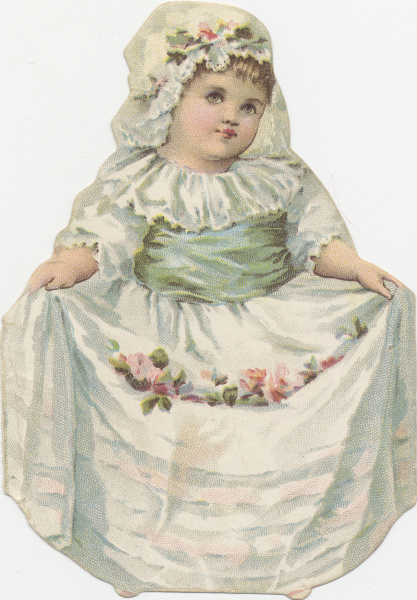
Segons els defensors d'aquesta teoria, vestir els nois com a noies atempera la seva agressivitat

La disciplina d'enagües és un tipus de feminització forçada que consisteix a vestir amb robes i vestits femenins un nen (noi) que presenta comportament violent o agressiu, amb el propòsit de modificar la seva conducta masclista, agressiva i/o violenta.
Per a alguns autors i estudiosos del tema, el fenomen es limita a una fantasia sexual de tipus fetitxista encarnada en la ficció delirant d'algunes ments perverses, no obstant això l'evidència històrica suggereix que aquesta pràctica va ser es va dur a terme de manera molt estesa durant l'època victoriana i que va desaparèixer gairebé per complet durant el segle xx.
Estudis recents sobre el tema suggereixen que aquesta pràctica està sent represa novament per alguns grups espontanis i no sistèmics de dones que, en oposició a la cultura masclista i a la violència de gènere, han reprès la pràctica aportant nous matisos, buscant feminitzar el caràcter i reduir o anul·lar la conducta agressiva dels seus fills homes. Segons alguns autors aquesta pràctica s'ha vist enfortida en la contemporaneïtat com a conseqüència de la proliferació de xarxes socials que han facilitat la constitució de grups especialitzats en el tema i les seves pràctiques.

## Antecedents històrics
La "disciplina d'enagües" té els seus orígens en l'època victoriana, durant la qual els nens eren vestits, en molts casos, igual que les nenes. Diverses fotografies de l'època evidencien com els infants lluïen vestits llargs i ornaments en el cabell i una indumentària igual a la de les nenes. Però més enllà de la mera formalitat del vestuari, és possible trobar nombrosos casos de nens que eren educats amb una perspectiva feminitzant, tal com apareix documentat en alguns estudis la referència històrica dels quals se situa en el segle xix. Durant l'època victoriana era comú trobar casos de mares que, davant qualsevol manifestació de violència o agressivitat per part dels seus fills homes, utilitzaven la "disciplina d'enagües" com a mecanisme de reeducació feminitzant, obligant els menors a vestir peces femenines per períodes curts o extensos i, en alguns casos, a desenvolupar rols o activitats propis del gènere femení.
Igualment existeixen casos documentats de nens que, com a conseqüència dels seus mals resultats acadèmics en el col·legi, eren obligats a vestir com a nenes durant tot l'estiu, havent de lluir aparatosos vestits llargs que incloïen, en alguns casos, cotilla i accessoris propis de la indumentària femenina en l'època. Un cas famós és, per exemple, el del primer ministre britànic Harold Macmillan, el qual era obligat, durant les seves vacances, a vestir roba femenina.

## Fonament ideològic
Els seguidors i defensors de la "disciplina d'enagües" com a model de reeducació, defensen el seu moviment argumentant que el masclisme està directament relacionat amb la violència i que, per tant, són els homes els principals causants de les diverses manifestacions del conflicte humà. Aquesta afirmació es basa en una conseqüència cultural i no biològica, que és la repressió dels sentiments i les emocions durant l'educació dels homes, així com l'exigència social per ser forts, rudes, insensibles i agressius, la qual cosa pot desencadenar la violència desmesurada.

## La "disciplina d'enagües" en l'actualitat
La "disciplina d'enagües" va desaparèixer pràcticament com a moviment social durant el segle XX i la major part de les teories psicològiques i pedagògiques consideren aquesta tècnica com a inconvenient i perjudicial. Tot i així, un nou moviment social ha sorgit en els últims anys. principalment a l'Amèrica Llatina. amb una visió renovadora que, gràcies a les xarxes socials, ha consolidat un col·lectiu defensor de la tècnica com a mecanisme idoni per a la reeducació feminitzant. Aquest nou moviment ja no concep la disciplina com a càstig, sinó més com una filosofia de vida d'alguns grups espontanis de dones, en oposició a la cultura masclista i a la violència de gènere.